# Imogen Hassall
Imogen Hassall (ur. 25 sierpnia 1942, zm. 16 listopada 1980) – angielska aktorka filmowa.
W latach 60. i 70. wystąpiła w 33 filmach.

## Wybrana filmografia
- 1970: Gdy dinozaury władały światem jako Ayak
- 1970: Cała naprzód: Amory? Do dzieła! jako Jenny Grubb
- 1970: El Condor jako Dolores

- Biografia: Leissner, D.: Tuesday's Child: The Life and Death of Imogen Hassall. Luminary Press, Baltimore, Maryland, USA, 2002. ISBN 1-887664-47-5. Brak numerów stron w książce